# Robur Tiboni Urbino Volley
Robur Tiboni Urbino Volley (naar zijn sponsor ook Chateau d'Ax Urbino genoemd) is een Italiaanse vrouwelijke volleybalclub uit Urbino, die in de Serie A1 speelt. De club komt uit op het hoogste niveau in Italië en is opgericht in 1970. In 2011 heeft de club de CEV-beker gewonnen, waarbij de winnaars van de nationale competities tegen elkaar uitkomen.

## Selectie 2011/12
Trainer: François Salvagni  ITA
| No. | Naam              | Land | Positie         |
| --- | ----------------- | ---- | --------------- |
| 1   | Ivana Djerisilo   | SRB  | Diagonaal       |
| 2   | Candace McNamee   | USA  | Spelverdeler    |
| 3   | Ilaria Garzaro    | ITA  | Middenaanvaller |
| 6   | Lise Van Hecke    | BEL  | Diagonaal       |
| 7   | Jelena Blagojević | SRB  | Passer-loper    |
| 8   | Katarzyna Skorupa | POL  | Spelverdeler    |
| 10  | Francesca Devetag | ITA  | Middenaanvaller |
| 12  | Francesca Gentili | ITA  | Middenaanvaller |
| 13  | Imma Sirressi     | ITA  | Libero          |
| 14  | Lucia Crisanti    | ITA  | Middenaanvaller |
| 16  | Valentina Tirozzi | ITA  | Passer-loper    |
| 18  | Juliann Faucette  | USA  | Passer-loper    |